# Někotoraja zapověď
Někotoraja zapověď, též Někotoraja zapovědь, rusky Некоторая заповедь [někatoraja zapověď], je penitenciál vzniklý v Čechách v polovině 11. století. Byl napsán ve staroslověnštině s četnými bohemismy. Nejstarší dochovaná zpráva o něm pochází z první poloviny 12. století (kritika novgorodského kanonisty Kirika). Originál se nezachoval, jeho text je znám z jeho jediného opisu, který pochází ze 14. nebo 15. století a je součástí Moskevské synodální bibliotéky.